# フォデラ・ギターズ
フォデラ・ギターズ (Fodera Guitars) は、ヴィニー・フォデラ (Vinny Fodera) とジョーイ・ローリセラ (Joey Lauricella) が1983年に設立した楽器メーカーである。
主に、エレクトリックベース、プリアンプを製造している。多種のトップ木材、明瞭な音色が特色である。

## 沿革
10代からギター調整を自ら行っていたヴィニー・フォデラはクラシック・ギター製作の講座で同席した友人を通しステュアート・スペクターと知り合い、スペクター の工房で働き始める。
スペクターで働くうち、ステュアートからケン・スミスの楽器製作を指示されたヴィニーは、後にケンから勧誘され彼の工房の共同設立者となる。
1983年、ヴィニーはケン・スミスの販売を行っていたベーシストであるジョーイ・ローリセラと意気投合し、共にフォデラ・ギターズを設立、ベースの製造・販売を開始する。

## 特徴
トップ材
多様な木材から選定でき、後述のYin-Yangの様に異なる材を精緻に組み合わせたり、PUカバーを同一・他種材に加工する注文にも対応している。
ボディ材
アルダー、メイプル、ウォルナット、マホガニー、アッシュから選択でき、シェイプは下記各モデルに準ずる。
ピックアップ
EMG、セイモア・ダンカン、フォデラ製PUの搭載が主流であり、他社製品にも対応しているが上記の木製PUカバーはエアロやダンカン等に限定され、EMGや一部の製品には対応していない。
一時期はバルトリーニやエアロ、レイン・ポー製のピックアップが多く搭載されていた。
多弦ベース
4、5、6弦に対応しているが、過去に7弦のモナークやエンペラーIIも製作された。またフォデラ製の弦も販売している。
スケール
33、34、35、36インチから選択可能であり、ファンフレットシステムを採用した個体も製作されている。
エクステンション・ローBシステム
「指板外側に位置する弦のペグはナット寄りに設定する」という従来の配置を変更し、最低音の弦のペグを最もヘッド寄りに設置し、逆巻きのペグを使用する事で弦長を稼ぎ、多弦ベースに指摘されていた低音弦の弛緩と、音像の明瞭化を向上させたとされる。厳密に言えば有効弦長が変わる訳ではないので張力（テンション）の変化はないが、ヘッドの質量の増大により低音のサウンドに変化があるものと思われる。
ヘッド
蝶を模したロゴがあしらわれ、4弦は幅広い形状のClassic、細身のModern、5、6弦は細身のものと上記Ex-Low B Systemに対応した低音弦側に傾斜したヘッドから選択可能である。5弦と6弦に関しては現在のヘッドは昔と比べて小ぶりになっている。
ネック
全モデルを通じ薄く幅広のネックが多い。標準が3ピースであり、5ピースや7ピースもオプションで選択できる。創設当初はスルーネック、セットネックのみであったが、後に（高温多湿である）日本の顧客からの要望でボルトオンネック方式の製品を採用した。但し後述のインペリアル、エンペラーIIに関しては構造上スルーネックのみの様である。なおスルーネックの場合、ネックとボディの接合部に化粧板と呼ばれる材が挟まれている。
フィンガーランプ
ランプの黎明期から積極的に製作しており、トップ材と対応させたものも少なくない。複数材の組み合わせにも応じている。

### 製造モデル

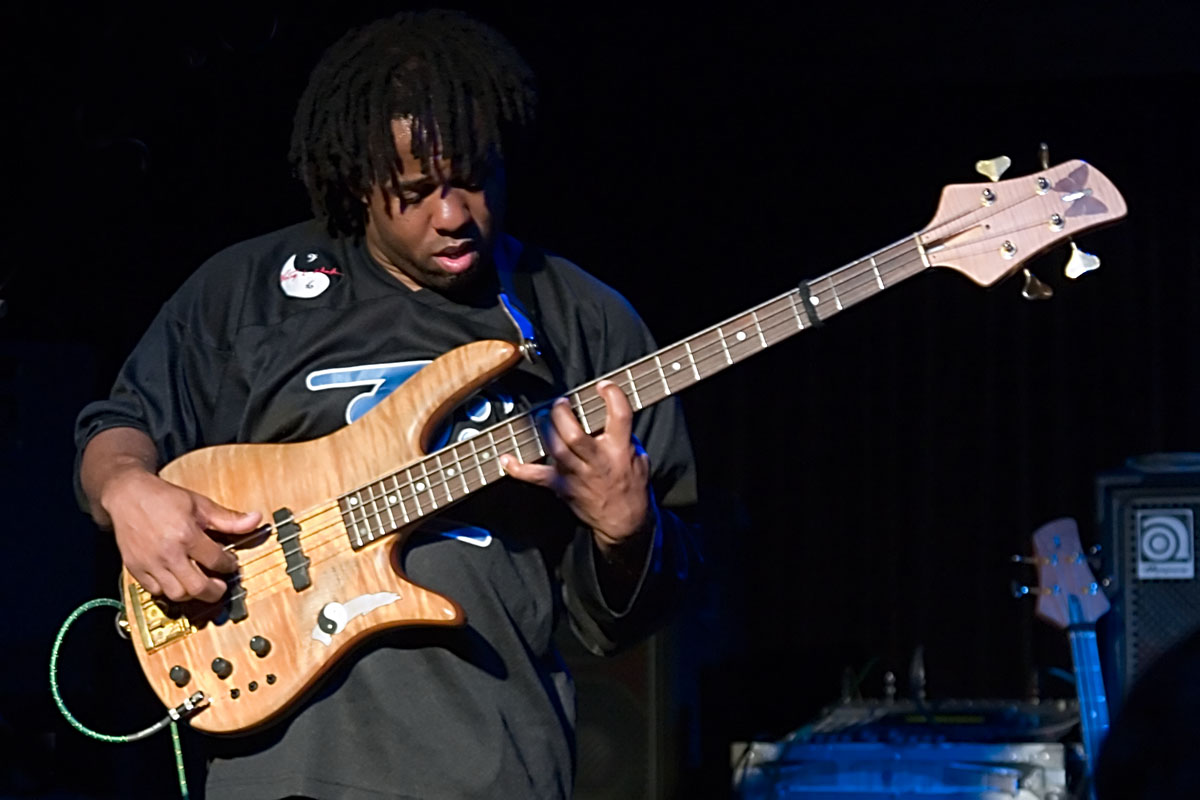
ヴィクター・ウッテンとモナーク4弦

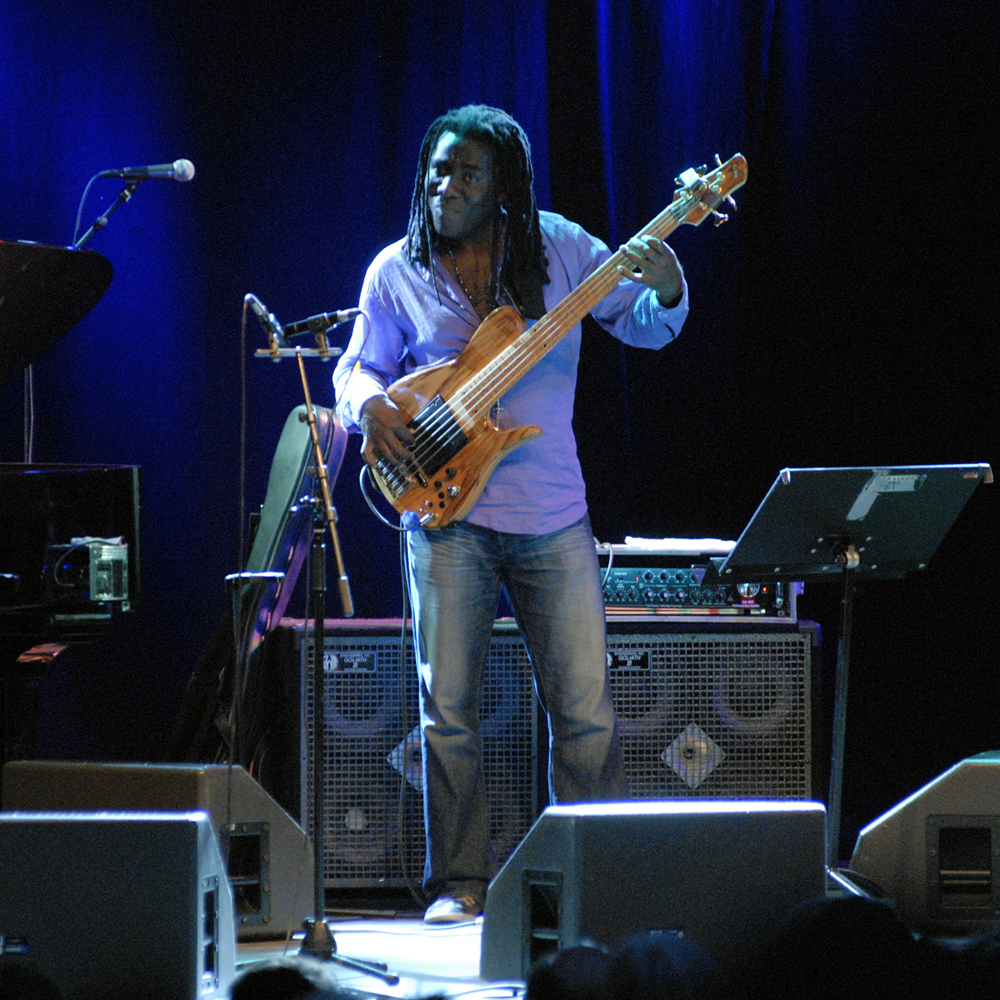
リチャード・ボナとインペリアル5弦

各モデル名称はチョウに由来する。
Monarch（モナーク）
フェンダー・プレシジョンベースを基盤とした様なダブル・カッタウェイであり、セットネックが多いモデル。ヴィクター・ウッテンは創設当時にモナークを入手し、未だ第一線で使用している。
Emperor（エンペラー）
フェンダー・ジャズベースを基盤とした様なダブル・カッタウェイであり、近年ではボルトオンの製品が多く見受けられる。マーカス・ミラーはこのフレットレスを使用している。
Imperial（インペリアル）
低音弦側が半弧を描く様に14フレット付近まで接合したシングル・カッタウェイのモデル。リチャード・ボナやリンカーン・ゴーインズが使用。
Emperor II（エンペラーII）
インペリアルと同様シングル・カットであるが、なだらかに12フレット付近まで接合している。
Beez Elite（ビーズエリート）
インペリアルをやや流線型、鋭角にした外観を持つ。アドリアン･フェローが一時使用している。近年「インペリアルII」と改称された。

### シグネチャーモデル

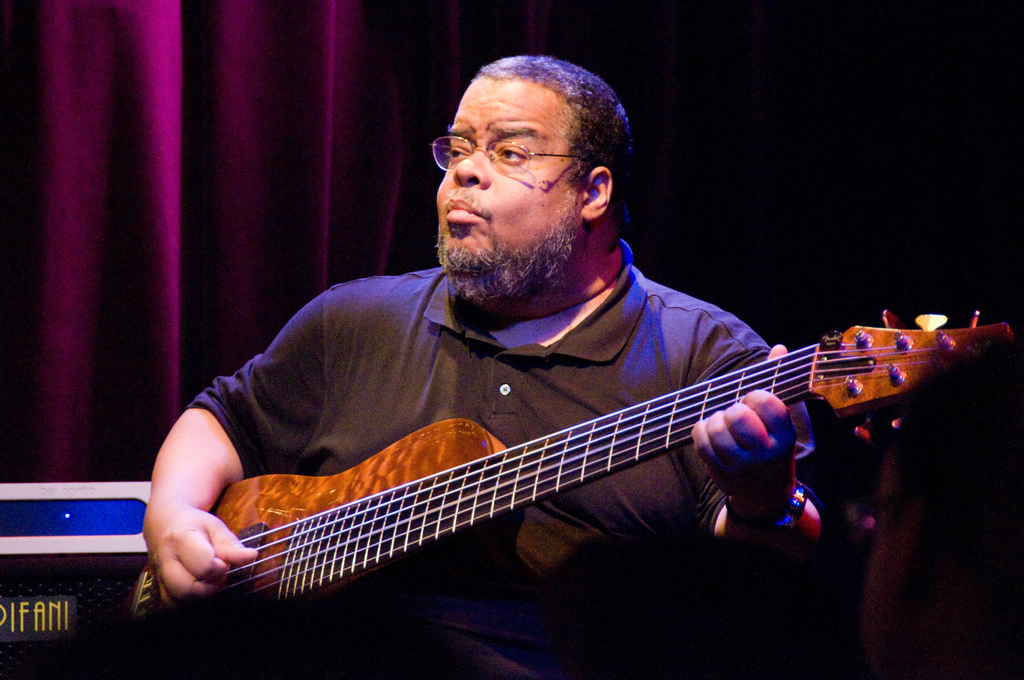
アンソニー・ジャクソンとコントラバス・ギター

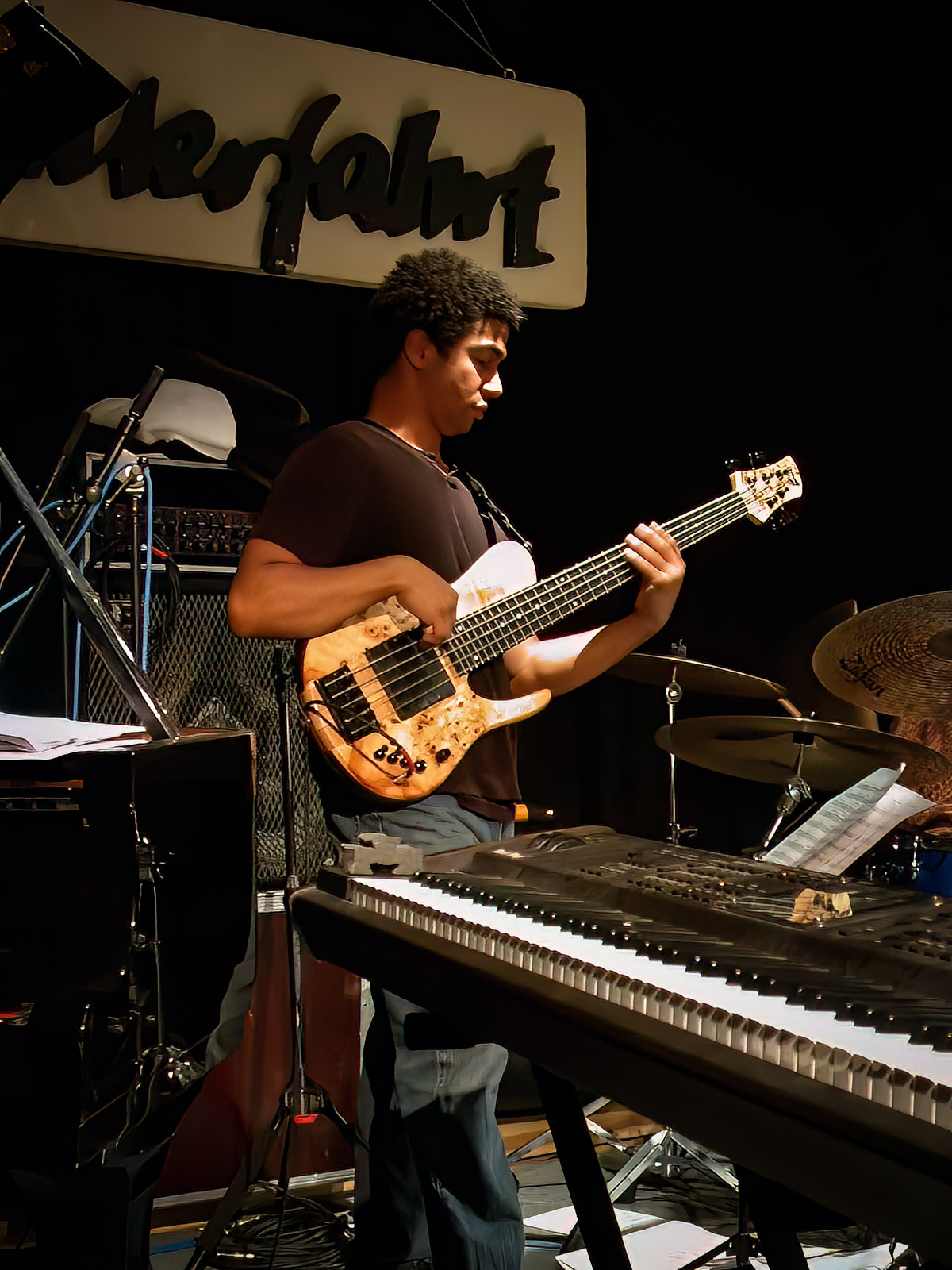
マシュー・ギャリソンとインペリアル5弦

Anthony Jackson Presentation Contrabass Guitar
アンソニー・ジャクソンのモデル。ケン・スミス在籍時代からヴィニーに6弦ベースの製作を依頼し、意見を反映し続けているアンソニー・ジャクソンが現在使用しているモデル。ホロウ構造を持ち、6弦、スルーネック、36インチスケール、28フレット、1PU、チタン製ブリッジ、コントロールノブなしという点は本人使用のモデルで一貫している。（個々のオプションによっては例外有り。4、5弦モデルやプリアンプ搭載モデルも存在する。）
Victor Wooten Yin-Yang
ヴィクター・ウッテンのモデル。モナークを基礎とし、陰陽の描写が塗装ではなく木材で組まれており、指板にまで加工が及んでいる。ヴィクター本人が使用している4弦では白色がホリーウッド、黒色がエボニーで構成されている。他パープルハート＋サテンウッド、ウォルナット＋メイプル等々様々な配色がある。2011年に発表されたYin Yang Standardは陰陽模様が塗装であり、ネック接合はボルトオン方式である。
Matthew Garrison Imperial
インペリアルを基礎としているものの、高音弦側ホーン部はビーズエリートに類似してネック側に湾曲しており、Hi-Cチューニングで26フレット仕様である。マシュー本人は5弦にヒップショット製Dチューナーを装備し、ローB音まで出せる仕様に調整している。また、フィンガーランプも標準装備されている。
Mike Pope Viceroy(ヴァイスロイ)
フォデラに搭載されているプリアンプ製作に深く携わっているマイク・ポープの使用するモデル。ボディシェイプはモナークとエンペラーの両モデルに由来するが、21～24フレット間の指板が磁石により着脱自在に加工され、リア側のピックアップの位置が一定範囲で可動する。